# Piadaria
Piadaria foi um programa de televisão brasileiro transmitido pela Mix TV. O programa é gravado no Teatro Unip com uma platéia de 200 pessoas.
O programa, teve sua estreia em 25 de agosto de 2011, pela emissora Mix TV, com a apresentação de Eduardo Jericó e Mhel Marrer.
No final de abril de 2012, os humoristas Marcela Leal e Rudy Landucci que faziam parte do Piadaria deixaram o programa para se intregar o versão brasileira do humorístico americano Saturday Night Live na RedeTV!, o programa conta com Eduardo Jericó e Mhel Marrer nova intregante do programa.
Em fevereiro de 2013, o programa saiu do ar.

## Jogos

### Stand-up Comedy
Sempre um dos apresentadores ou o convidado, fica cara a cara com a platéia, contando histórias engraçadas ou imitando famosos em situações desastrosas.

### Transforma
2 jogadores iniciam uma cena sugerida pela plateia. Quem está fora fala "transforma" e entra no jogo mudando a cena.

### Só Perguntas
Só pode falar fazendo perguntas. Errou é substituído.

### Gênero
3 jogadores improvisam uma cena e mudam de gênero com a sugestão da plateia.

### Mímica
Personagens escolhidos pela produção. Os 3 jogadores tem que descobrir o nome do filme, enquanto 1 interpreta a mímica.

### Jogo do Pilar
2 atores na cena, 2 pessoas da plateia do lado dos atores, falando a continuação da cena, e o tema inicial é sugerido pela plateia.

### Jogo ABC
Cada fala tem início com uma letra em ordem alfabética. A primeira letra é escolhida pela plateia.

### Caixa de Palavras
2 jogadores pegam frases escritas pela plateia e vão encaixando no meio da cena interpretada.

### Posições
3 jogadores fazem a cena. Cada um fica em uma posição e o tema é sugerido pela plateia.

### Jogo da Tradução
2 jogadores improvisam uma cena e os outros 2 tem que traduzir. O tema e o idioma é sugerido pela plateia.

### Mentira
2 jogadores improvisam uma cena. Quando ouvem a palavra "mentira" têm que mudar a situação e a plateia sugere o tema inicial.

### Cenas Absurdas
Todos os apresentadores, inclusive o convidado jogam, com temas sugeridos pela plateia.